# لور (شهر)
لور شهری باستانی است که در جنوب غربی ایران امروزی قرار داشته و در منابع تاریخی بسیاری بدان اشاره شده‌است. بقایای این شهر در نزدیکی شهر اندیمشک کنونی قرار دارد. محوطهٔ باستانی لور در تاریخ ۲۳ بهمن ۱۳۸۵ با شماره ۱۶۷۰۸ ثبت ملی شد.

## جایگاه
شهر باستانی لور در شمال شهرستان اندیمشک و در حاشیهٔ جاده کمربندی کنونی واقع شده‌است.

## نام گذاری
در منابع مختلف تاریخی از این شهر با نوشتار گوناگون همچون اللور، لر، لریه، بلاد لور و لور اشاره شده‌است.ابن حوقل در سفرنامه خود لر را یک شهر جز خوزستان معرفی کرده است که اسم شهر بر شهروندان آن تحمیل شد. حمدالله مستوفی نیز می‌گوید که لر روستایی بود که شهروندان آنرا لور خواندند. 

## تاریخچه
نخستین نشانه‌های سکونت در شهر لور با دورهٔ اشکانی معاصر است. البته باید توجه کرد که منطقهٔ جنوب غربی ایران در دوران اشکانیان مرکز حکومت محلی الیمائی بوده‌است. شهر لور در زمان شاپور اول ساسانی به اوج رشد خود در سال‌های پیش از ورود اسلام می‌رسد. این شهر در زمان ساسانیان بخشی از ایالت شوش یا جندی شاپور محسوب می‌شده‌است. لور در زمان شاهپور دوم جزو شوش بوده‌است. مقدسی جغرافیدان سدهٔ چهارم قمری آن را از توابع شهر گندی‌شاپور می‌داند. از شهر لور کشف مقادیری سکه‌های زمان مغول کشف شده‌است که نشان می‌دهد که این شهر از آسیب حملهٔ مغول در امان نبوده است.
ابوالقاسم محمد بن حوقل در کتاب صورةالارض که گزارش سفری است که او در سال ۳۳۱ قمری (۹۴۲ میلادی) از مبدأ بغداد انجام داده، می‌نویسد:
«سرزمین جبال شامل شهرهایی است که بزرگترین آن‌ها همدان ، دینور ، اصفهان و قم است و شهرهایی کوچک مانند قاسان، نهاوند ، لور، کرج و برج.»

## نابودی بقایای شهر
در سال ۱۳۸۸ در حدود ۵۱ هزار و ۶۸۲ متر مربع از زمین‌های درجهٔ یک در محوطهٔ باستانی شهر باستانی لور ، توسط شخصی به تعاونی مسکن فرهنگیان بخش الوار گرمسیری فروخته شده است.